# Kasachische Fußballnationalmannschaft
Die kasachische Fußballnationalmannschaft (kasachisch Қазақстан Ұлттық футбол құрамасы Qazaqstan Ūlttyq Futbol qūramasy) ist die Fußball-Auswahlmannschaft des zentralasiatischen Staates Kasachstan. Der Fußballverband ist die Qasaqstannyng Futbol Federazijassy. Kasachstan war 1992 bis 2002 Mitglied des AFC, aber wechselte danach in die UEFA. Das Team belegt derzeit den Rang 109 der FIFA-Weltrangliste (Stand: 19. September 2024).

## Geschichte
Die Mannschaft bestritt 1992 ihr erstes offizielles Länderspiel gegen Turkmenistan. Vorher gehörte das Land zur Sowjetunion. Das erste offizielle FIFA-Länderspiel spielte Kasachstan am 14. Juni 1996 im Rahmen der Qualifikation für Fußball-Asienmeisterschaft 1996 gegen Katar und gewann 1:0. Jedoch konnte sich Kasachstan bislang noch nie für die Endrunde einer WM oder EM bzw. Asienmeisterschaft qualifizieren. Bei der Fußball-Westasienmeisterschaft 2000 nahm Kasachstan als Gastmannschaft teil.

## Teilnahmen an Fußball-Weltmeisterschaften
- 1930 bis 1990 – Nicht teilgenommen, war Teil der Fußballnationalmannschaft der UdSSR.
- 1994 bis 2022 – nicht qualifiziert

## Teilnahmen an Fußball-Europameisterschaften
- 1960 bis 1992 – Nicht teilgenommen, war Teil der Fußballnationalmannschaft der UdSSR.
- 1996 – Nicht teilgenommen, war kein UEFA-Mitglied
- 2000 bis 2004 – Nicht teilgenommen, war möglicher Kandidat als UEFA-Mitglied
- 2008 bis 2024 – Nicht qualifiziert

## UEFA Nations League
- 2018/19: Liga D, 2. Platz mit 1 Sieg, 3 Remis und 2 Niederlagen
- 2020/21: Liga C, 4. Platz mit 1 Sieg, 1 Remis und 4 Niederlagen, in Liga C durch einen Sieg im Elfmeterschießen gegen Moldau geblieben
- 2022/23: Liga C, 1. Platz mit 4 Siegen, 1 Remis und 1 Niederlage
- 2024/25: Liga B, 4. Platz mit 1 Remis und 5 Niederlagen

## Teilnahme an Fußball-Asienmeisterschaften
- 1956 bis 1992 – Nicht teilgenommen, war Teil der Fußballnationalmannschaft der UdSSR.
- 1996 bis 2000 – Nicht qualifiziert
- seit 2004 – Nicht teilgenommen, war kein AFC-Mitglied mehr

## Teilnahme an der Fußball-Westasienmeisterschaft
- 2000 – Vorrunde (als Gastmannschaft)

## Spieler

### Rekordspieler
(Stand: 25. März 2025)
| Rekordspieler | Rekordspieler           | Rekordspieler | Rekordspieler |
| Spiele        | Spieler                 | Zeitraum      | Tore          |
| ------------- | ----------------------- | ------------- | ------------- |
| 76            | Samat Smaqow            | 2000–2016     | 02            |
| 73            | Ruslan Baltijew         | 1997–2009     | 13            |
| 69            | Sergei Malyj            | 2014–aktiv    | 01            |
| 65            | Islambek Quat           | 2015–aktiv    | 06            |
| 63            | Asqat Taghybergen       | 2014–aktiv    | 04            |
| 58            | Nurbol Schumasqalijew   | 2001–2013     | 08            |
| 58            | Juri Logwinenko         | 2008–2022     | 05            |
| 56            | Bauyrschan Islamchan    | 2012–aktiv    | 04            |
| 55            | Andrei Karpowitsch      | 2000–2014     | 03            |
| 53            | Jan Worogowski          | 2017–aktiv    | 05            |
| 52            | Sergei Chischnitschenko | 2009–aktiv    | 08            |
| 52            | Aleksandr Marochkin     | 2019–aktiv    | 0             |
| 49            | Absal Beissebekow       | 2014–aktiv    | 0             |
| 48            | Dmitri Schomko          | 2011–aktiv    | 02            |
| 46            | Dawid Lorija            | 2000–2017     | 0             |

| Rekordschützen | Rekordschützen          | Rekordschützen | Rekordschützen |
| Tore           | Spieler                 | Zeitraum       | Spiele         |
| -------------- | ----------------------- | -------------- | -------------- |
| 14             | Baqtijar Sainutdinow    | 2018–aktiv     | 42             |
| 13             | Ruslan Baltijew         | 1997–2009      | 73             |
| 12             | Wiktor Subarew          | 1997–2004      | 18             |
| 9              | Abat Ajymbetow          | 2019–aktiv     | 45             |
| 08             | Dmitri Bjakow           | 2000–2008      | 33             |
| 08             | Sergei Chischnitschenko | 2009–aktiv     | 52             |
| 08             | Nurbol Schumasqalijew   | 2001–2014      | 58             |
| 06             | Igor Awdejew            | 1996–2005      | 27             |
| 06             | Oleg Litwinenko         | 1996–2006      | 28             |
| 06             | Sergei Ostapenko        | 2007–2013      | 42             |
| 06             | Islambek Quat           | 2015–aktiv     | 65             |
| 05             | Andrei Finontschenko    | 2003–2014      | 21             |
| 05             | Maxim Samorodow         | 2021–aktiv     | 25             |
| 05             | Jan Worogowski          | 2017–aktiv     | 53             |
| 05             | Juri Logwinenko         | 2008–2022      | 58             |

Quelle:

### Kader der kasachischen Fußballnationalmannschaft
| Nr.                      | Name                     | Geburtstag    | Verein                 | Spiele   | Tore     | Debüt         |          |
| Torhüter                 | Torhüter                 | Torhüter      | Torhüter               | Torhüter | Torhüter | Torhüter      | Torhüter |
| ------------------------ | ------------------------ | ------------- | ---------------------- | -------- | -------- | ------------- | -------- |
| 01                       | Stas Pokatilow           | 8. Dez. 1992  | FK Qairat Almaty       | 23       | 0        | 31. März 2015 |          |
| 12                       | Dmytro Nepohodov         | 17. Feb. 1988 | FK Astana              | 12       | 0        | 19. Nov. 2018 |          |
| 22                       | Igor Schazki             | 11. Mai 1989  | Tobyl Qostanai         | 03       | 0        | 21. Feb. 2019 |          |
| Abwehr                   |                          |               |                        |          |          |               |          |
| 02                       | Sergei Malyj             | 5. Juni 1990  | FK Astana              | 48       | 0        | 5. März 2014  |          |
| 03                       | Temirlan Jerlanow        | 9. Juli 1993  | Tobyl Qostanai         | 12       | 1        | 21. Feb. 2019 |          |
| 04                       | Nuraly Älip              | 22. Dez. 1999 | FK Qairat Almaty       | 09       | 0        | 26. März 2018 |          |
| 11                       | Jan Worogowski           | 7. Aug. 1996  | K Beerschot VA         | 18       | 1        | 21. März 2019 |          |
| 13                       | Olschas Kerimschanow     | 16. Mai 1989  | Schetissu Taldyqorghan | 05       | 0        | 13. Okt. 2019 |          |
| 15                       | Alexander Marotschkin    | 14. Juli 1990 | Qaisar Qysylorda       | 17       | 0        | 8. Juni 2019  |          |
| 16                       | Ghafurschan Süjimbajew   | 19. Aug. 1990 | FK Qairat Almaty       | 38       | 4        | 10. Okt. 2014 |          |
| 18                       | Dmitri Schomko           | 19. März 1990 | FK Astana              | 45       | 2        | 9. Feb. 2011  |          |
| 21                       | Absal Beissebekow        | 30. Nov. 1992 | FK Astana              | 33       | 0        | 13. Okt. 2014 |          |
|                          | Dmitri Miroschnitschenko | 26. Feb. 1992 | Tobyl Qostanai         | 11       | 0        | 9. Sep. 2014  |          |
| Mittelfeld               |                          |               |                        |          |          |               |          |
| 05                       | Islambek Quat            | 12. Jan. 1993 | FK Orenburg            | 41       | 6        | 3. Sep. 2015  |          |
| 06                       | Aibol Äbiken             | 1. Juni 1996  | FK Qairat Almaty       | 12       | 1        | 9. Sep. 2019  |          |
| 08                       | Asqat Taghybergen        | 9. Aug. 1990  | Qaisar Qysylorda       | 32       | 0        | 7. Juni 2014  |          |
| 09                       | Bauyrschan Islamchan     | 23. Feb. 1993 | al Ain Club            | 46       | 3        | 29. Feb. 2012 |          |
| 10                       | Georgi Schukow           | 19. Nov. 1994 | Wisła Krakau           | 18       | 0        | 31. März 2015 |          |
| 14                       | Juri Perzuch             | 13. Mai 1996  | FK Astana              | 17       | 1        | 23. März 2018 |          |
| 19                       | Baqtijar Sainutdinow     | 2. Apr. 1998  | PFK ZSKA Moskau        | 32       | 12       | 23. März 2018 |          |
| 23                       | Juri Logwinenko          | 22. Aug. 1988 | FK Astana              | 55       | 5        | 23. Mai 2008  |          |
| Sturm                    |                          |               |                        |          |          |               |          |
| 07                       | Alexei Schtschotkin      | 21. Mai 1991  | FK Astana              | 33       | 4        | 14. Aug. 2013 |          |
| 17                       | Abat Ajymbetow           | 7. Aug. 1995  | FK Qairat Almaty       | 15       | 2        | 8. Juni 2019  |          |
| 20                       | Maxim Fedin              | 8. Juni 1996  | Tobyl Qostanai         | 18       | 1        | 13. Okt. 2018 |          |
| Stand: 7. September 2021 |                          |               |                        |          |          |               |          |

### Deutsche Spieler
Die kasachische Nationalmannschaft bemühte sich von Beginn an um deutsche Spieler mit kasachischen Wurzeln. Es wurde bei deutschen Vereinen nach Russlanddeutschen oder ihren Nachkommen gesucht, die in der Zeit der Sowjetunion nach Kasachstan deportiert wurden. Bisher sind es sechs Deutsche, die für Kasachstan rekrutiert wurden und gespielt haben.
| Spieler             | (letzter) Verein | Zeitraum  | Spiele |
| ------------------- | ---------------- | --------- | ------ |
| Aleksandr Kuchma    | FK Taras         | 2005–2008 | 37     |
| Heinrich Schmidtgal | FSV Frankfurt    | 2010–2015 | 14     |
| Konstantin Engel    | VfL Osnabrück    | 2012–2015 | 11     |
| Alexander Merkel    | VfL Bochum       | 2015–2019 | 3      |
| Peter Neustädter    | 1. FSV Mainz 05  | 1996      | 3      |
| Sergej Karimow      | MSV Duisburg     | 2010      | 1      |

## Trainer
- Baqtijar Baissejitow (1992–1993)
- Bauyrschan Baimuchamedow (1994)
- Serik Berdalin (1995–1997)
- Sergei Gorochowodazki (1998)
- Wait Talghajew (2000)
- Wladimir Fomitschow (2000)
- Wachid Massudow (2001–2002)
- Leonid Pachomow (2002–2004)
- Sergej Timofejew (2004–2005)
- Arno Pijpers (2005–2008)
- Bernd Storck (2008–2010)
- Miroslav Beránek (2011–2013)
- Juri Krasnoschan (2014–2015)
- Talghat Bajssufinow (2016–2017)
- Alexander Borodjuk (2017–2018)
- Stanimir Stoilow (2018–2019)
- Michal Bílek (2019–2020)
- Talghat Baissufinow (2021)
- Andrei Karpowitsch (2022)
- Magomed Adijew (2022–2024)
- Stanislav Cherchesov (2024)
- Äli Äliev (seit 2025, interim)

## Länderspiele gegen deutschsprachige Mannschaften
Bisher hat die Mannschaft noch keine Spiele gegen die Schweiz bestritten. In der Qualifikation für die EM 2012 kam es zu den ersten Spielen gegen Deutschland und gegen Österreich, im März 2024 wurde erstmals gegen Luxemburg gespielt. 

### Spiele gegen Deutschland
(Ergebnisse aus kasachischer Sicht)
|     | Datum            | Ort            | Ergebnis | Anlass                |
| --- | ---------------- | -------------- | -------- | --------------------- |
| 01. | 12. Oktober 2010 | Astana         | 0:3      | EM-Qualifikation 2012 |
| 02. | 26. März 2011    | Kaiserslautern | 0:4      | EM-Qualifikation 2012 |
| 03. | 22. März 2013    | Astana         | 0:3      | WM-Qualifikation 2014 |
| 04. | 26. März 2013    | Nürnberg       | 1:4      | WM-Qualifikation 2014 |

### Spiele gegen Österreich
(Ergebnisse aus kasachischer Sicht)
|     | Datum             | Ort      | Ergebnis | Anlass                      |
| --- | ----------------- | -------- | -------- | --------------------------- |
| 01. | 7. September 2010 | Salzburg | 0:2      | EM-Qualifikation 2012       |
| 02. | 11. Oktober 2011  | Astana   | 0:0      | EM-Qualifikation 2012       |
| 03. | 12. Oktober 2012  | Astana   | 0:0      | WM-Qualifikation 2014       |
| 04. | 16. Oktober 2012  | Wien     | 0:4      | WM-Qualifikation 2014       |
| 05. | 10. Oktober 2024  | Linz     | 0:4      | UEFA Nations League 2024/25 |
| 06. | 14. November 2024 | Almaty   | 0:2      | UEFA Nations League 2024/25 |

### Spiele gegen Luxemburg
(Ergebnisse aus kasachischer Sicht)
|     | Datum         | Ort       | Ergebnis | Anlass             |
| --- | ------------- | --------- | -------- | ------------------ |
| 01. | 26. März 2024 | Luxemburg | 1:2      | Freundschaftsspiel |

### Spiele gegen Liechtenstein
(Ergebnisse aus kasachischer Sicht)
|     | Datum            | Ort   | Ergebnis | Anlass           |
| --- | ---------------- | ----- | -------- | ---------------- |
| 01. | 25. März 2025    | Vaduz | 2:0      | WM-Qualifikation |
| 0   | 10. Oktober 2025 |       | -:-      | WM-Qualifikation |